# クルト・ゲオルク・キージンガー
クルト・ゲオルク・キージンガー（ドイツ語: Kurt Georg Kiesinger、1904年4月6日 - 1988年3月9日）は、西ドイツの政治家。ドイツ連邦共和国首相（在任: 1966年12月1日 - 1969年10月21日）として政治的ライバルであるドイツ社会民主党（SPD）との「大連立 （große Koalition）」政権を樹立した。バーデン＝ヴュルテンベルク州首相（1958年 - 1966年）、キリスト教民主同盟（CDU）党首（1967年 - 1971年）を歴任した。

## 来歴
1904年4月6日、ドイツ帝国ヴュルテンベルク王国のエービンゲン（現バーデン・ヴュルテンベルク州のアルプシュタット）に生まれる。父は地元の繊維産業に携わる会社の商業事務員で、プロテスタントだったが、1歳の時に亡くなった母がカトリックだったため、カトリックの洗礼を受けた。母方の祖母は、キージンガーに強い影響を与え、彼を励ましたが、父親は彼の出世に無関心であった。父は1年後再婚した。二人の間には7人の子供がいたが、そのうち異母姉のマリアは生まれた翌年に亡くなっている。プファフもまた、カトリック教徒だった。そのため、キージンガーは両方の宗派の影響を受け、後に「プロテスタント・カトリック」と自らを称するようになる。政治的には自由主義的、民主主義的な考え方の中で育った。少年時代は詩に傾倒し詩人になることを夢見ていた。キージンガーは1919年9月に、王立ヴュルテンベルク師範学校に進学し、同学校在学時には、父親の照会で工場でも働き生計を立てていた。その後、テュービンゲン大学およびベルリン大学に席を置いた。そして、法律を学び、1930年に第一次法律国家試験を突破し、1933年に第二次法律国家試験に合格し、ベルリンで弁護士として働き始め、大学の法律講師も兼任していた。1932年、キージンガーは結婚し、二人の子供に恵まれる。
1933年2月、ナチ党の権力掌握にあわせて入党したが、ほとんど活動しないままだった。キージンガーはカトリック教徒であったが、そんな彼がナチス党に入党した動機は、本人によるとナチス党内にいるキリスト教の穏健派と接触し、ナチスの急進路線を阻止するためであったとしている。やがて第二次世界大戦が始まり、1940年に軍に召集されたが、武器を手にとることを避けるために同年から外務省ラジオ宣伝部に勤務し、1943年から1945年にかけて同局の副局長と宣伝省との連絡係に急成長した。仕事の性格上、宣伝相ヨーゼフ・ゲッベルスとの付き合いがあった。キージンガーは1945年4月末に、アメリカ軍によって政治犯として拘留された。1946年に釈放され、ヴュルツブルク大学の法学部で教鞭を執る。1947年の非ナチス化法廷の判決を受けたが、ナチス党の消極的同調者と判断され無罪となった。この経歴はのちのちまで批判されたが、1966年に公表された親衛隊の文書では、彼が反ユダヤ主義の宣伝を拒んでいたことが証明された。

### 政治家として初期のキャリア
戦後、1946年にキージンガーはキリスト教民主同盟（CDU）に入党し、法学部の学生に個人教授をし、1948年には弁護士として活動を再開した。1948年、ヴュルテンベルク＝ホーエンツォレルン州CDUの幹部に就任した。

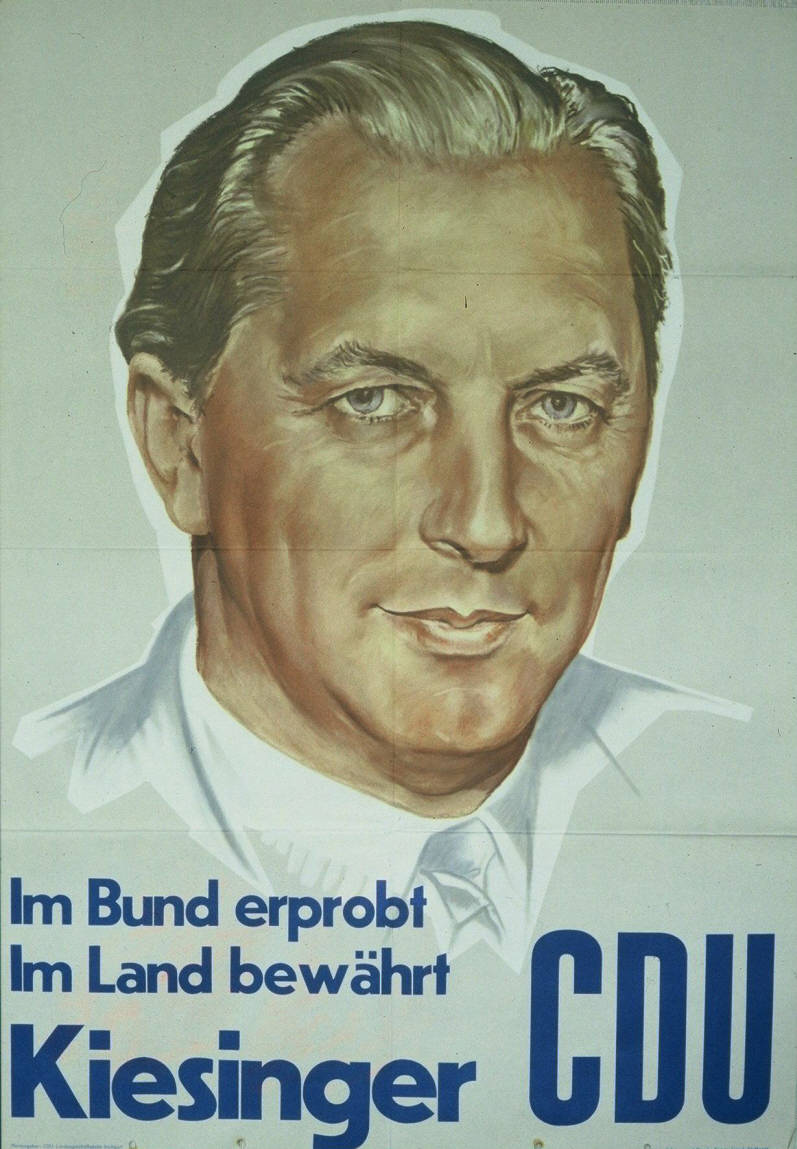
キージンガーの選挙ポスター (1961年)

1949年に第1回ドイツ連邦議会選挙に立候補し、当選する。1951年 CDU幹部会員となる。1954年から1959年まで、連邦議会外交委員長。1956年から1958年まで欧州議会議員を兼任する。同時期の1955年から1959年まで、欧州評議会副議長も務める。CDUの重鎮であり、彼の知名度とは裏腹にいつまでも閣僚ポストを与えられないことに不満を持ち、連邦政府から州政府への転身を決意する。1958年12月17日にバーデン＝ヴュルテンベルク州首相に就任し、1966年12月1日まで務める。当時は州議会議員も兼任していた。1952年に成立したばかりの同州の安定化を図り、コンスタンツ大学(1966年)とウルム大学(1967年)を新設するなどの功績をあげた。その間、1962年から1963年10月31日、連邦参議院議長を務める。州首相時代のその他の功績としては、州内の完全雇用を達成し、生活水準の向上や、療養施設の拡充に力を入れていた。また、ボーデン湖の水質問題にも取り組んだ。
当時は州レベルでの大連立が珍しくなかったため、キージンガーは1960年までCDU、SPD、FDP/DVP、BHEの連立を率いていたが、その後1966年まではCDU、FDP連立となった。1961年4月15日、BHEは解散した。

### 第3代首相

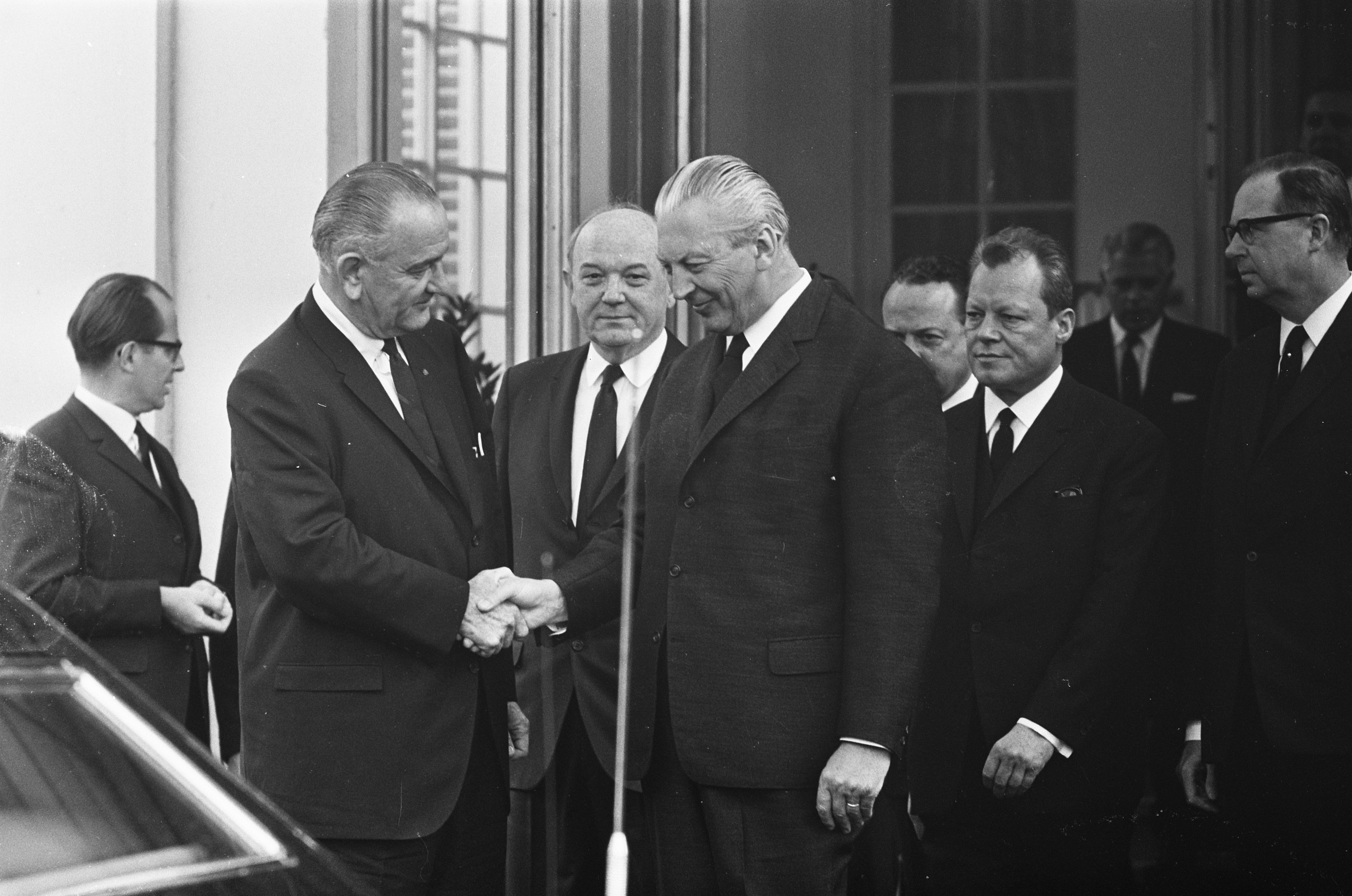
リンドン・ジョンソンと握手するキーシンガー、その後ろのディーン・ラスク、ヴィリー・ブラント

キージンガー政権前のエアハルト政権時代、西ドイツの経済成長は停滞し、景気後退もあってマイナス成長となっていた。西ドイツの1967年のGNPは、前年比で0.3 %ダウンし、失業者も1966年末には、50万人を超え（これが1967年2月になると67万人に急増）、国家財政も赤字であった。また、極右のドイツ国家民主党が1966年11月のヘッセン州議会選挙で、7.9 %の議席を、バイエルン州議会選挙では7.4 %の議席を獲得しており、社会不安が増大していた。
1966年キリスト教民主同盟（CDU）・キリスト教社会同盟（CSU）及び自由民主党（FDP）の連立内閣からFDPが閣僚を引き上げて崩壊した際、キージンガーはライナー・バルツェル幹事長やゲアハルト・シュレーダー外相との党内での決選投票に勝ち、CDU党首のルートヴィヒ・エアハルト首相に取って代わった。キージンガーは新首相候補としてドイツ社会民主党（SPD）と交渉し、新たな大連立政権を樹立することに成功した。指名選挙ではSPDからの造反があったにもかかわらず連邦議会の全議席の3分の2以上の支持を得たが、これは戦後の首相指名投票では最高記録である。しかしナチスで働いた経歴があるキージンガーの首相就任に対する拒否反応は大きく、作家ハインリヒ・ベルやギュンター・グラスに痛烈に批判され、1966年にグラスはキージンガーに首相職を引き受けないよう求める公開書簡を書いている。また哲学者カール・ヤスパースなどはスイスに国籍を変更した。イギリスの歴史家のトニー・ジャットは、キージンガーの首相職はハインリヒ・リュプケの大統領職と同様に、以前のナチスへの忠誠心から「ボン共和国の自己イメージの明白な矛盾」を示していると指摘している。

### キージンガー平手打ち事件
また、1968年11月7日のベルリンのCDU党大会で左派のフリージャーナリストで、夫のセルジュ・クラルスフェルトとともにナチス犯罪者の撲滅運動を展開していたナチ・ハンターのベアテ・クラルスフェルトに「このナチ」と罵倒されて平手打ちを喰ったのは有名な話である。クラルスフェルトは、1968年のキリスト教民主党大会で、公然と首相の顔を叩き、キージンガーを罵倒した。彼を「ナチス」と呼んだことが、首相としての最低点のひとつとなった。彼女はフランス語でそう言った後、案内役2人に部屋から引きずり出されながらも、「キーシンガー！」とドイツ語で繰り返し発言している。キージンガは左の頬を押さえながら、何も答えなかった。彼は死ぬまでこの事件についてのコメントを拒否し、他の機会には1933年にナチ党に入党したのは日和見主義的であったとはっきり否定した。ただし、1940年に国防軍による徴兵をかわすためにドイツ外務省に入省したことは認めている。加害者となったベアテは、一度は執行猶予無しの1年の懲役刑となったが、執行猶予付きの4か月の刑期に減刑された。
クラルスフェルトは、キージンガーがリッベンドロップやゲッベルスと密接な関係にあることを強調した。また彼女は、キージンガーが反ユダヤ主義や戦争宣伝を含むドイツの国際放送の内容を主に担当し、親衛隊の幹部で国家社会主義学生同盟（NSDStB）の連邦指導者だったゲルハルト・リューレやフランツ・ジックスと密接に協力していたと主張している。リューレはナチ党占領下の東ヨーロッパで大量殺戮を行い、ニュルンベルク継続裁判のアインザッツグルッペン裁判で戦争犯罪人として裁かれた人物である。キージンガーはホロコーストを知った後も反ユダヤ的なプロパガンダを作り続けていた。これらの疑惑は、東ドイツのSED幹部のアルベルト・ノルデンが戦争犯罪人やナチス犯罪人について発表した資料に基づいている。

### 業績

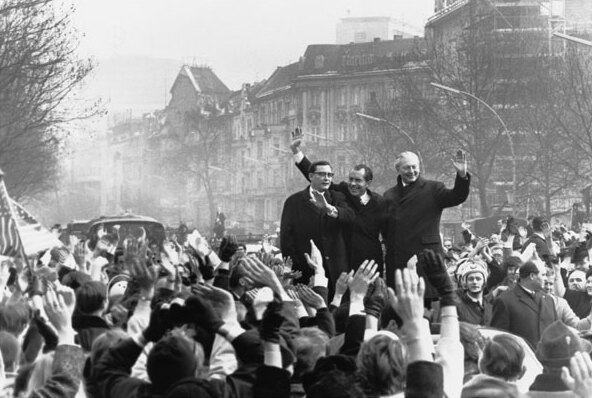
群集の歓呼に応えるキージンガー（右）とアメリカのニクソン大統領（中央）（1969年、西ベルリン）

先輩のアデナウアー元首相が「実行力がない」とキージンガーをくさしたにもかかわらず、彼はヴィリー・ブラントやフランツ・ヨーゼフ・シュトラウス、カール・シラー、ヘルベルト・ヴェーナーといったあくの強い政治家をよくまとめ、大連立内閣は約3年間続いた。1967年にはCDU党首に就任する。SPD党首のブラントを副首相兼外相に据えて東方外交を展開し、社会主義圏のチェコスロバキア、ルーマニア及びユーゴスラビアと外交関係を樹立した。しかし、キージンガーはプラハの春によって、東側諸国との外交については、消極的になる。この時代に西ドイツ国内では学生運動が盛り上がり、キージンガーは1968年5月末に非常事態法を法案として通過させている。そのほか内政では、就学助成制度の充実や傷病労働者の収入保護といった法令を実現している。キージンガーは司法改革も行ない、離婚する権利の男女平等、非嫡出子の法的権利を嫡出子と同等化、同性愛の合法化という改革を行なった。
エアハルト政権末期の課題であった、経済・景気政策については、1967年6月、連邦政府が景気後退時や景気過熱時に介入することを目的とした経済安定成長法を制定した。キージンガー政権の経済大臣を務めたカール・シラーは、政府による公共投資拡大を実施させ、景気回復を実現させた。
SPDの大連立参加は、SPDが現実的な政権運営が可能な政党に脱皮する契機となった。1969年の総選挙後、躍進したSPDは第一党であるキリスト教民主同盟との連立を解消し、新たに自由民主党（FDP）と連立を組んで過半数を確保する。キージンガーはブラントと首相を交代して、戦後一貫して続いてきたCDU/CSU政権は中断することになった。CDU/CSUが与党に復帰するにはこの後13年も待たねばならなかった。キージンガーは今のところCDUの首相としては在任期間が最も短い。
キージンガーは、野党としてのキリスト教民主社会同盟を1971年6月まで率いた。1972年、彼は連邦議会でCDU/CSUの議員団によるヴィリー・ブラントに対する不信任投票を正当化した。その後、当時のCDU党首ライナー・バルツェルの首相就任を目指したCDUだったが、東ドイツのシュタージから賄賂を受け取った同党所属のユリウス・シュタイナーとおそらくレオ・ワーグナーが投票を棄権したため失敗に終わった。

### 晩年

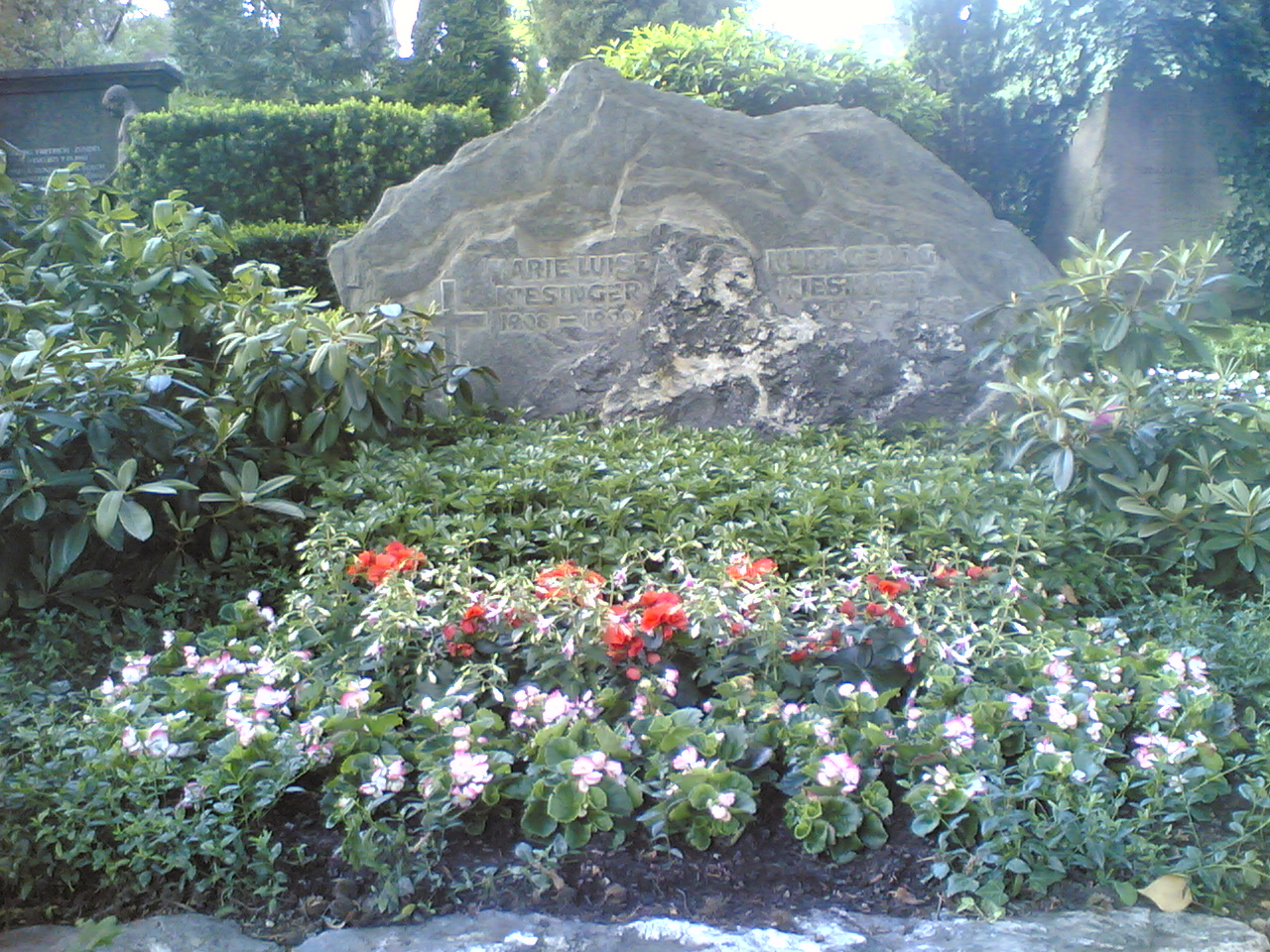
テュービンゲンにあるギージンガーの墓

8期を務めて1980年に連邦議会議員を引退するまで、雄弁家として鳴らし、「銀の舌をもつ首長」（"Häuptling Silberzunge"）と称された。
政治家としてのキャリアを終えた後は、回顧録の執筆に取り掛かった。1958年までの回顧録のうち、第一部「暗黒の時代と輝ける時代」だけが完成した。1989年の彼の死後に発表された。
一方で彼が首相に就任したことは、戦後の西ドイツが第三帝国の過去を清算出来ていない実例として、現在に至るまで左翼（グレゴール・ギジなど）の攻撃の対象となっている。
1988年3月9日、84歳の誕生日を4週間後に控えたキージンガーはバーデン＝ヴュルテンベルク州テュービンゲン近郊の自宅で死去した。シュトゥットガルトの聖エーベルハルト教会で鎮魂ミサが行われた後、彼の葬列には、かつてナチ党員であったことを記憶せよという主に学生を中心とした抗議者が続いた。